# كولن ستيوارت (متزحلق جبال الألب)
كولن ستيوارت (بالإنجليزية: Colin Stewart)‏ هو متزحلق جبال الألب أمريكي، ولد في 21 فبراير 1927 في هانوفر في الولايات المتحدة، وتوفي في 6 مارس 2015.

## وصلات خارجية
- كولن ستيوارت على موقع أوليمبيديا (الإنجليزية)